# Voïvodine
La Voïvodine, officiellement la province autonome de Voïvodine (en serbe en écriture cyrillique : Аутономна Покрајина Војводина ; en croate : Autonomna pokrajina Vojvodina ; en hongrois : Vajdaság Autonóm Tartomány ; en slovaque : Autonómna pokrajina Vojvodina ; en roumain : Provincia Autonomă Voivodina ; en rusyn : Автономна Покраїна Войводина), est une province septentrionale de la Serbie.
Sa capitale et ville la plus peuplée est Novi Sad, suivie par Subotica. La province est ethniquement diversifiée (minorité hongroise importante : environ 13 % de l'ensemble en 2011), avec plus de 25 groupes ethniques différents représentant un tiers de la population de la région. De ce fait, la province a six langues officielles, reflétant la diversité culturelle et linguistique de la région.
La Voïvodine est la seule province autonome de Serbie encore rattachée au pouvoir central (le Kosovo, qui a fait unilatéralement sécession le 17 février 2008, est de facto indépendant depuis cette date, ce que contestent l’État serbe et un certain nombre de pays).
Elle fait partie de l'eurorégion Danube-Criș-Mureș-Tisa.

## Géographie

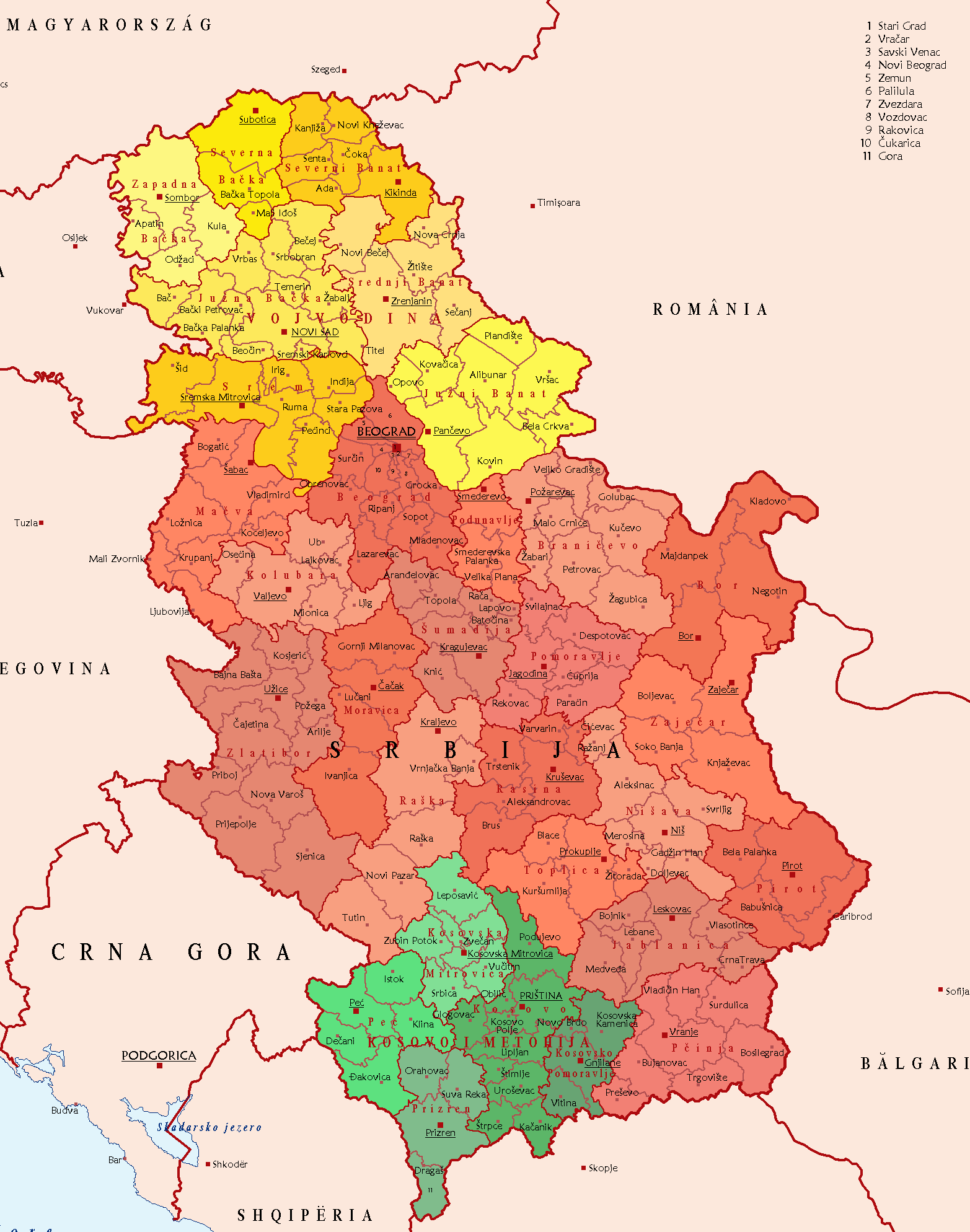
Les districts de Serbie : ceux de Voïvodine sont en jaune.

La Voïvodine occupe une partie méridionale de la vaste plaine de Pannonie, qui se prolonge en Croatie, en Hongrie et en Roumanie, laquelle est irriguée par le Danube et par son affluent, la Save.
Ses limites administratives sud se trouvent entre 10 et 30 km à l'ouest, au nord et à l'est du centre-ville de Belgrade, la capitale de l’État serbe.

## Toponymie
Le nom Vojvodina (војводина, ou les variétés војводовина et војводство) vient de « Voïvode » qui désigne le grade le plus élevé de l'armée serbe historique. Avec l'occupation de la Serbie par les Ottomans, le voïvode devint aussi gouverneur, lequel au sein de l'empire d'Autriche-Hongrie est remplacé par un duc. Le nom historique de la Voïvodine était « Duché serbe ».
Le terme Vojvodina est l'équivalent du mot polonais « województwo » (en français, voïvodie) qui  désigne une region administrative dans la Pologne du XXIe siècle.

## Histoire
Au cours de l'histoire, la Voïvodine fait successivement partie de l'Empire romain, du  khanat des Avars, de l'empire des Huns, de l'Empire byzantin, de l'Empire bulgare, de l'Empire ottoman, du royaume de Hongrie, de l'empire d'Autriche et de la Monarchie austro-hongroise, de l'État des Slovènes, Croates et Serbes, du royaume des Serbes, Croates et Slovènes, du royaume de Yougoslavie, de la république socialiste de Serbie au sein de la république fédérative socialiste de Yougoslavie, de la république fédérale de Yougoslavie, de la Serbie-et-Monténégro et de nouveau finalement de la Serbie.

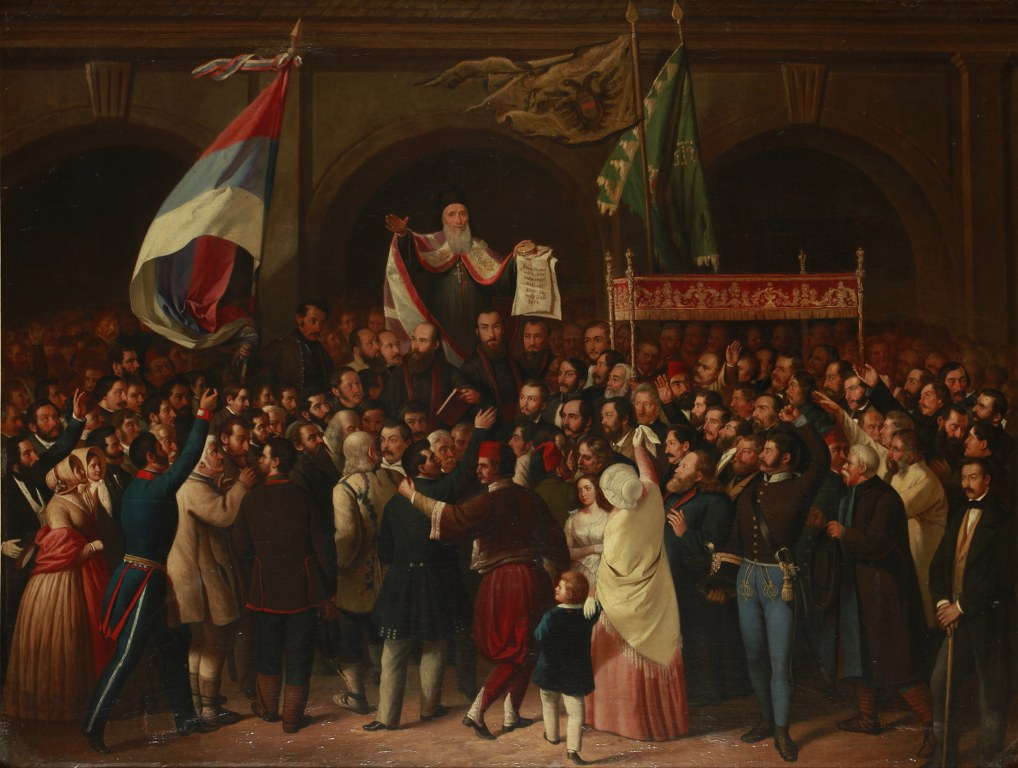
L'assemblée de mai 1848 à Karlovci, peinture historique de Pavle Simić (1818-1876).

Au cours de la période qui suit la grande guerre turque, au XVIIIe siècle, de nombreux Serbes, fuyant le Kosovo occupé par l'Empire ottoman, émigrent et trouvent refuge en Voïvodine alors rattachée au royaume de Hongrie, ou ils acquièrent un degré d'autonomie élevé sous la protection de la monarchie de Habsbourg. Soutenus par l'impériatrice Marie-Thérèse et son fils Joseph II, des colons germaniques (des Souabes) s’y établissent en formant des communautés séparées. Au cours de la révolution hongroise de 1848, une assemblée nationale à Karlovci proclame la Voïvodine de Serbie le 15 mai. Ce territoire comprend alors les régions de la Syrmie, du Banat, de la Bačka et du comitat de Baranya. Le voïvodat de Serbie et du banat de Tamiš acquiert le statut de terre de la Couronne (Kronland) autonome l'année suivante, mais est réintégré à la Hongrie en 1860.
À l'issue de la Première Guerre mondiale, le 12 novembre 1918, l'assemblée nationale de la Voïvodine déclare son unification avec la Serbie. Au cours de la dissolution de l'Autriche-Hongrie, la région historique du Banat est divisée en trois : le royaume de Roumanie reçoit la plus grande partie autour de la ville de Timișoara ; le Banat serbe est attribué au royaume des Serbes, Croates et Slovènes.
Durant l'invasion de la Yougoslavie par les forces de l'Axe, la Backa est annexée par la royaume de Hongrie (1920-1946), la Syrmie  rattachée à l'État indépendant de Croatie et le Banat Serbe occupé directement par l'Allemagne nazie.
En 1945, le régime communiste de Josip Broz Tito octroie à la Voïvodine le statut de « province socialiste autonome » au sein de la république socialiste de Serbie. En 1989, le régime de Slobodan Milošević revient sur cette autonomie afin d'en limiter les forces centrifuges, à l'œuvre tant au Kosovo qu'en Voïvodine, qui selon lui menacent l'unité de l'État serbe. L'année suivante, la Voïvodine retrouve un statut d'autonomie avec une assemblée et un gouvernement local mais sous le contrôle étroit de Belgrade.
En décembre 2009, la Serbie accorde de nouveau une autonomie importante à la Voïvodine, qui est effective le 1er janvier 2010.

## Démographie

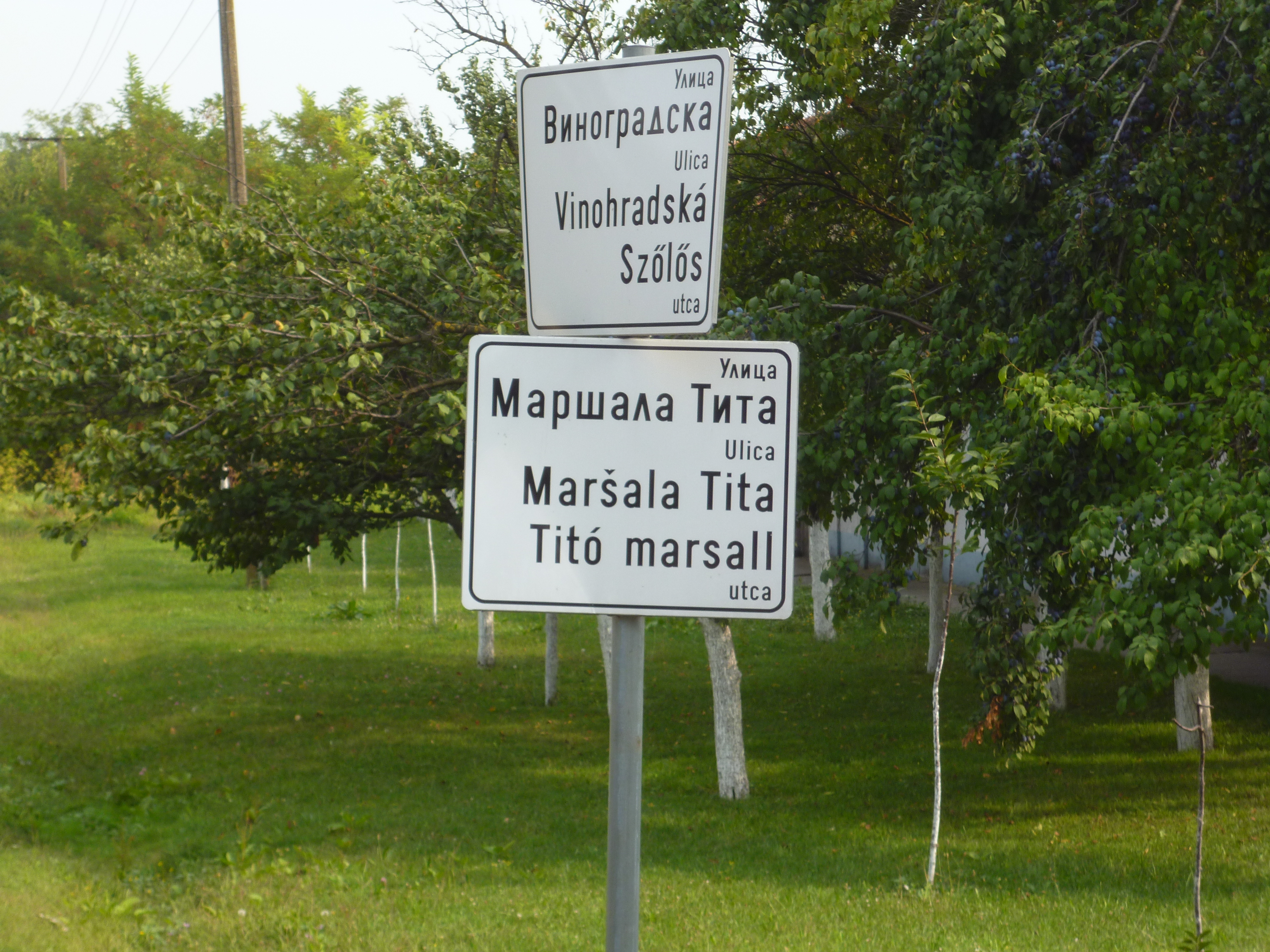
Plaque de rue du village de Belo Blato en langues serbe, slovaque, et hongroise, reflétant la diversité de la population de Voïvodine.

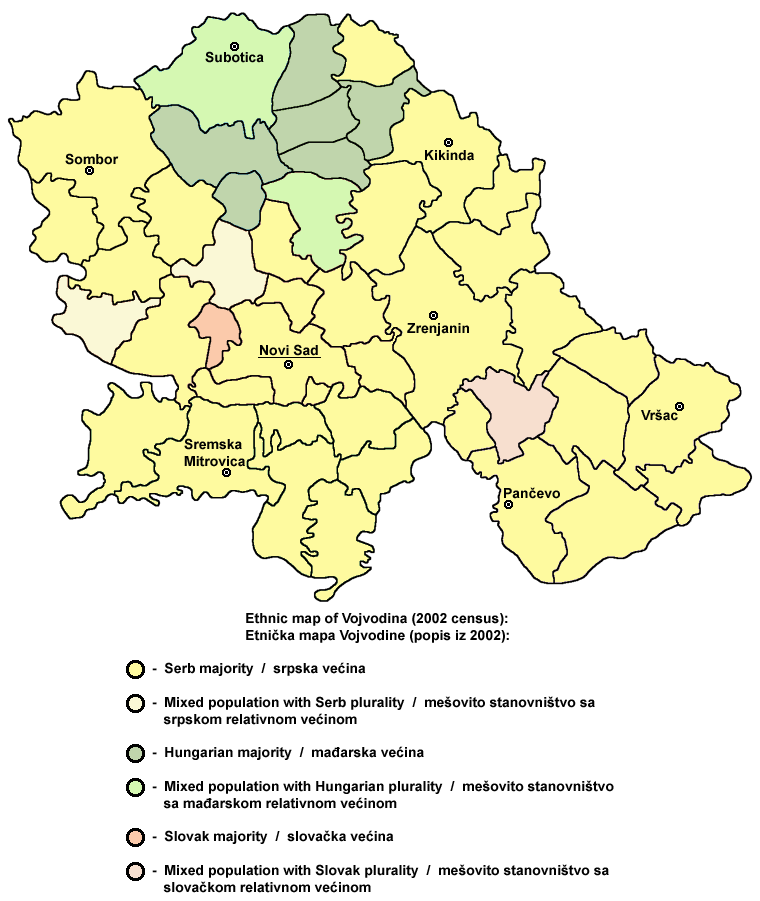
Répartition ethnique.

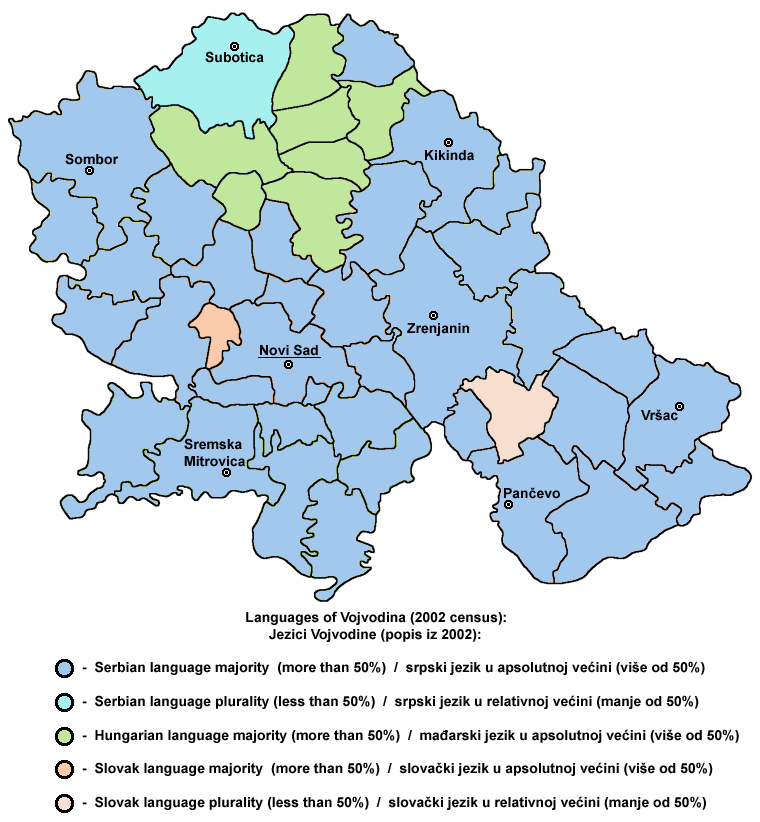
Répartition linguistique.

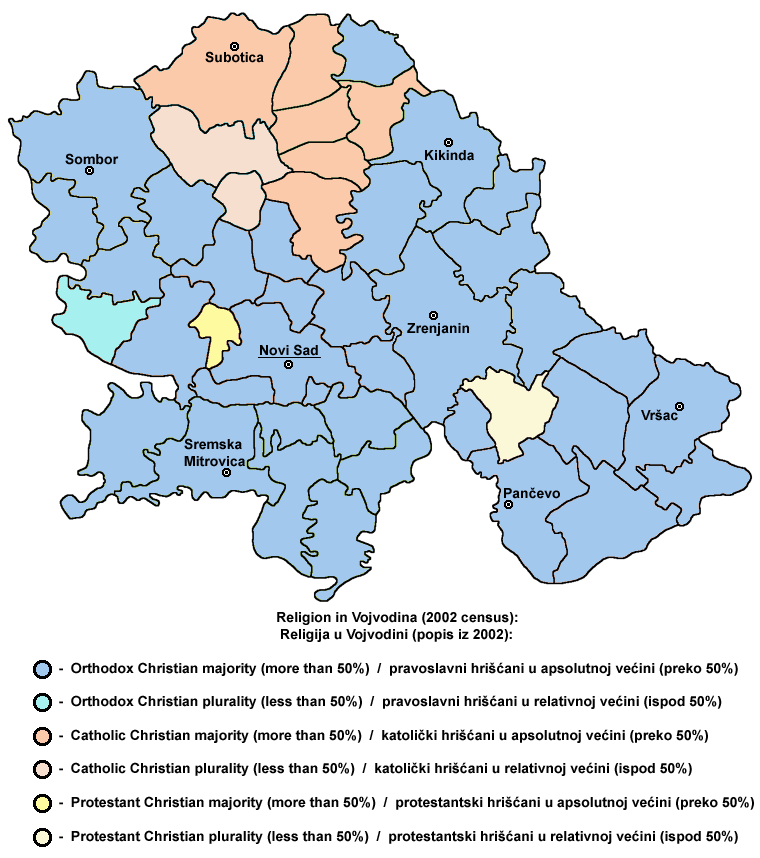
Répartition religieuse.

Selon une étude réalisée en 2002, les groupes ethniques et nationaux de la population se décomposaient ainsi :
- Serbes : 1 321 807 (65,05 %) (70 % en 2010[4])
- Hongrois : 290 207 (14,28 %)
- Slovaques : 56 637 (2,79 %)
- Croates : 56 546 (2,78 %)
- Yougoslaves : 49 881 (2,45 %)
- Monténégrins : 35 513 (1,75 %)
- Roumains : 30 419 (1,50 %)
- Roms : 29 057 (1,43 %)
- Bunjevci : 19 766 (0,97 %)
- Ruthènes : 15 626 (0,77 %)
- Macédoniens : 11 785 (0,58 %)
- Ukrainiens : 4 635 (0,23 %)
- Russes : 1 963
- Turcs : 595
- Affiliations régionales : 10 154 (0,50 %)
- Non-déclarés : 55 016 (2,71 %)

Selon les langues maternelles de la population :
- Serbe : 1 557 020 (76,63 %)
- Hongrois : 284 205 (13,99 %)
- Slovaque : 55 065 (2,71 %)
- Roumain : 29 512 (1,45 %)
- Romani : 21 939 (1,08 %)
- Croate : 21 053 (1,04 %)
- Macédonien : 4 152 (0,20 %)
- Albanais : 2 369 (0,12 %)
- Bulgare : 920 (0,05 %)

Selon les religions de la population :
- Orthodoxes : 1 401 475 (68,97 %)
- Catholiques (Église catholique romaine et Églises uniates) : 388 313 (19,11 %)
- Protestants : 72 159 (3,55 %)
- Athées et agnostiques : 12 583 (0,62 %)
- Musulmans : 8 073 (0,40 %)
- Sans religion : 418 (0,02 %)
- Juifs : 329 (0,02 %)
- Religions orientales (Bouddhisme, Hindouisme, etc.) : 166 (0,01 %)
- Autres : 4 456 (0,22 %)
- Inconnus et non-déclarés : 144 020 (7,09 %)

Population par sexe :
- Hommes : 984 942 (48,47 %)
- Femmes : 1 047 050 (51,53 %)

Population par  catégories d'âge :
- 0-14 ans : 15,85 % (165 332 hommes, 156 873 femmes)
- 15-64 ans : 68,62 % (693 646 hommes, 700 416 femmes)
- 65 ans et plus : 15,53 % (125 964 hommes, 189 761 femmes)

(Source : « Bureau statistique de la république de Serbie en anglais »(Archive.org • Wikiwix • Archive.is • Google • Que faire ?)).
La Voïvodine affiche donc une grande variété ethno-cuturelle, avec des mélanges religieux et/ou linguistiques. Cette variété est reflétée dans un roman de Miroslav Popovic (1926-1985), Les loups de Voïvodine, qui évoque une petite ville où vivent paisiblement des Serbes, des Hongrois, des Juifs, des "Souabes" allemands, avant que n'éclate la Deuxième Guerre mondiale et son lot de malheurs.